# Juracy Barbosa Moreira
Juracy Barbosa Moreira conhecido como Só Na Bença- (Jaciara, MT, 29 de setembro de [[1962]]) político brasileiro.